# Аннув (Томашовський повіт)
Аннув (пол. Annów) — село в Польщі, у гміні Черневиці Томашовського повіту Лодзинського воєводства.
Населення — 206 осіб (2011).
У 1975-1998 роках село належало до Пйотрковського воєводства.

## Демографія
Демографічна структура станом на 31 березня 2011 року:
|          | Загалом | Допрацездатний вік | Працездатний вік | Постпрацездатний вік |
| -------- | ------- | ------------------ | ---------------- | -------------------- |
| Чоловіки | 108     | 16                 | 80               | 12                   |
| Жінки    | 98      | 24                 | 57               | 17                   |
| Разом    | 206     | 40                 | 137              | 29                   |